# Луганська народна республіка

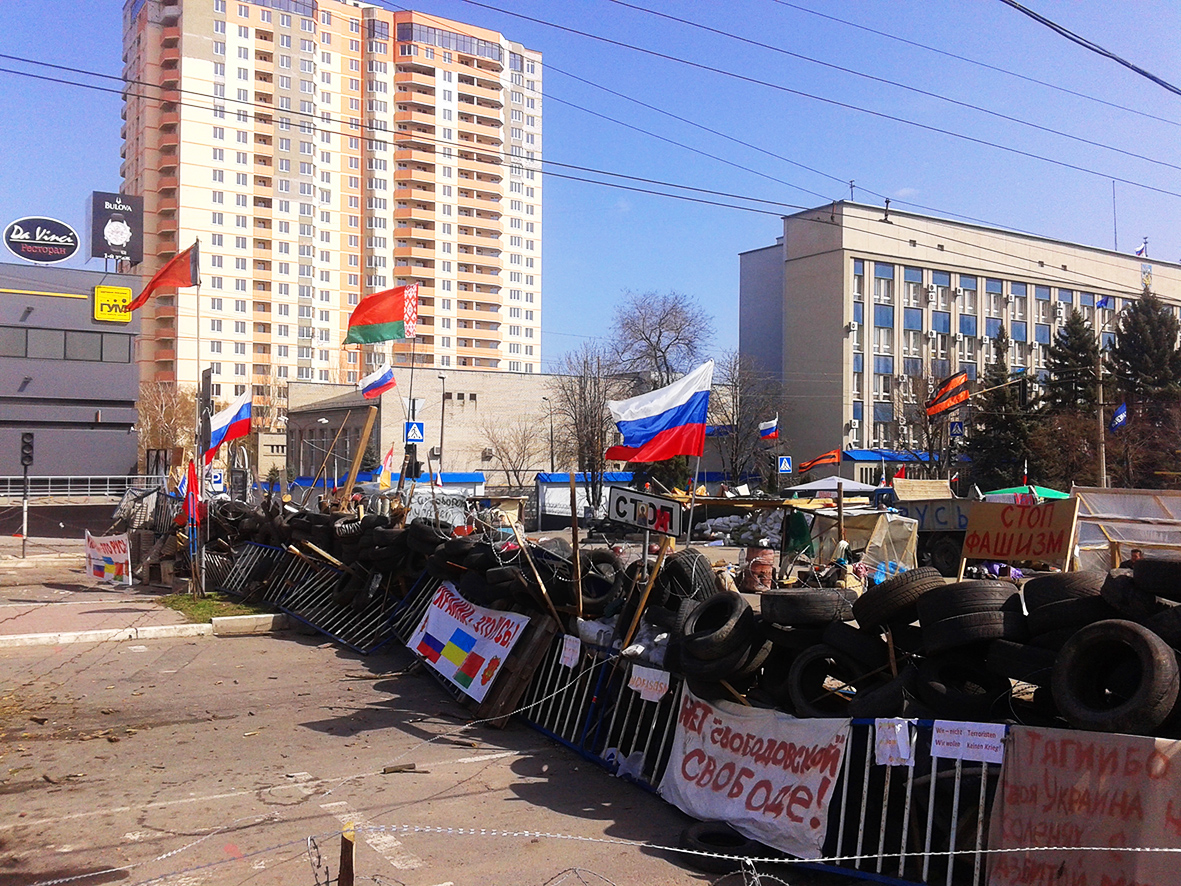
Барикади навколо будівлі УСБУ в Луганській області, в якій у квітні 2014 р. терористи розмістили «об'єднаний штаб Армії Південного Сходу»

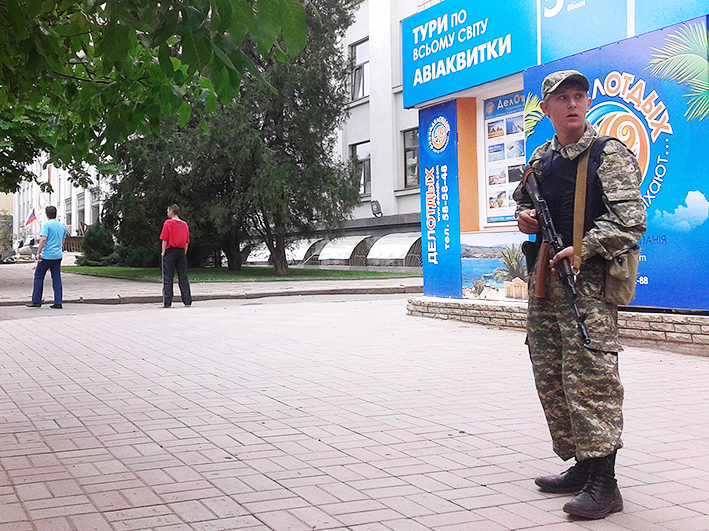
Бойовик терористичної організації «Луганська народна республіка». (Луганська ОДА, 2 червня 2014 р.)

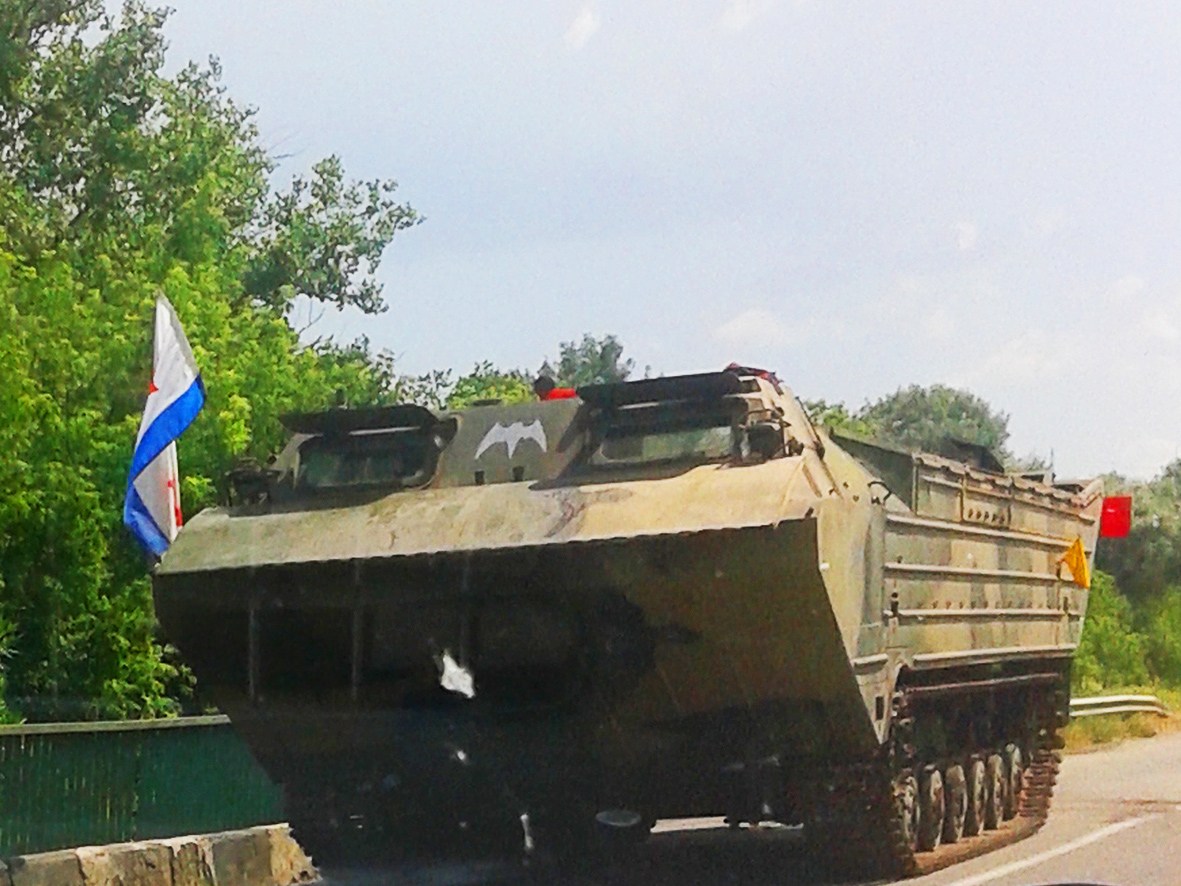
Плавучий транспортер ПТС-2 сепаратистів т. зв. «9-ї роти» на мосту через Сіверський Донець біля м. Щастя. 9 червня 2014 р.

«Луга́нська наро́дна респу́бліка» (абрв. «ЛНР», рос. «Луганская народная республика») — сепаратистське квазідержавне утворення на території Луганської області України. Проголошене в 2014 році воєнізованими угрупованнями під контролем та за підтримки Росії. Після російської анексії 2022 року — республіка в складі РФ. Всі держави-члени ООН, за винятком РФ, КНДР та Сирії, розглядають територію, на яку претендує «ЛНР», як суверенну частину України.
Україна розглядає «ЛНР» як терористичне угруповання, маріонеткову державу, організовану та озброєну РФ, яка за підтримки російських військ незаконно захопила та утримує українську територію. Території, контрольовані «ЛНР», відповідно, вважаються тимчасово окупованими Росією, замість неправомірної назви «ЛНР» вживається термін «окупаційна адміністрація РФ в окупованій Луганській області». Хоча до 2022 року РФ офіційно не визнавала суверенітету «ЛНР», на неофіційному рівні вона надавала їй військову, економічну, політичну й дипломатичну підтримку.
«ЛНР» було проголошено в Луганську 27 квітня 2014 року. З 13 квітня 2014 до 30 квітня 2018 в Луганській області тривала антитерористична операція (АТО), після АТО на сході України була введена в дію Операція об'єднаних сил (ООС).
21 лютого 2022 року Росія визнала «ДНР» і «ЛНР» суверенними державами. Через три дні, частково під приводом захисту республік, РФ розпочала повномасштабне вторгнення в Україну. До середини липня під контролем російських військ опинилася практично вся територія Луганської області, але через два місяці Збройні сили України повернули контроль над кількома населеними пунктами. У вересні 2022 року РФ оголосила про анексію окупованих територій. Генеральна Асамблея ООН абсолютною більшістю голосів ухвалила резолюцію, що засуджує псевдореферендуми на окупованих територіях України, закликає держави не визнавати будь-які зміни статусу областей України та вимагає від РФ негайного виведення всіх своїх військ з території України.
Головою «Луганської народної республіки» є Леонід Пасічник, парламентом — Народна рада. Основа ідеології «ЛНР» сформована правим російським націоналізмом, російським імперіалізмом і православним фундаменталізмом. Управління ООН з прав людини та Human Rights Watch повідомляли про порушення прав людини в «ЛНР», а також політичні та медійні репресії.

## Історія

### Передумови
Проголошення Луганської народної республіки відбулося на тлі сепаратистського руху, що активізувався після перемоги Революції гідності в кінці лютого 2014 року. Вже 1 березня Луганська обласна рада, в якій на 124 місця 106 займала Партія регіонів і 13 — комуністи, під головуванням Валерія Голенка ухвалила рішення про визнання нелегітимними центральних органів виконавчої влади України. 9 березня місцеві сепаратисти провели мітинг чисельністю близько 3 тисяч осіб за відокремлення Донбасу від України та напали на мітинг українців, що відзначали 200-ту річницю від дня народження Т. Шевченка.
Опитування громадської думки показали, що близько 24 % мешканців Луганської області бажали об'єднання України з Росією, в той самий час 51 % виступав проти відокремлення області від України і приєднання до Росії.
Проте, негативний результат не вплинув на наміри сепаратистських угрупувань. 14 квітня луганські сепаратисти висунули ультиматум місцевій облраді з вимогою заявити про невизнання центральної влади в Україні. 26 квітня «Народний губернатор Луганщини» Валерій Болотов і «Уповноважений представник громад області» висунули ультиматум щодо припинення антитерористичної операції та заявили про готовність перейти до активної фази спротиву на всій території області.

### Проголошення «народної республіки»
«Луганська народна республіка» була проголошена 27 квітня 2014 року групою осіб, які захопили будівлю управління СБУ у Луганській області за підтримки мітингувальників чисельністю кілька сотень людей. Це проголошення відбулося через 20 днів після подібного проголошення «Донецької народної республіки» (7 квітня).
29 квітня було повторно захоплено будівлю обласної держадміністрації, обласної прокуратури.

### Референдум
11 травня 2014 року відбувся т. зв. «референдум» про суверенітет Луганської народної республіки.
За інформацією організаторів цього псевдореферендуму, явка становила 75 %, а проголошення незалежності Луганської народної республіки підтримали 96 % виборців, «проти» висловились 3,8 % осіб, які взяли участь у голосуванні.
На допиті у бійців батальйону «Азов» мер Стаханова Ю. Борисов зізнався, що проводити «референдум» йому та іншим очільникам населених пунктів Луганської області наказав О. Єфремов.
За словами місцевих жителів, до створення «ЛНР» також причетний син Олександра Єфремова, а Валерій Болотов був його шофером.

### «Проголошення незалежності»
12 травня 2014 року на підставі проведеного 11 травня псевдореферендуму про суверенітет «Луганської народної республіки» було проголошено незалежність «Луганської народної республіки», про що оголосив самопроголошений «народний губернатор» Валерій Болотов.
18 травня на засіданні «Верховної ради Луганської народної республіки», на якому були присутні 108 «народних обранців» зі всіх міст та поселень «республіки», затверджено Конституцію «ЛНР» як тимчасовий закон самопроголошеної республіки.
24 травня терористична організація оголосила про своє об'єднання з бандформуванням «Донецька народна республіка» у «державу Новоросія», а також висунула територіальні претензії до України на інші південні та східні області — Одеську, Миколаївську, Херсонську, Запорізьку, Дніпропетровську та Харківську.
10 червня 2014 року «Верховна рада ЛНР» звернулася з проханням про визнання незалежності до керівництва 15 держав та державних утворень, серед яких Абхазія, Білорусь, Венесуела, Вірменія, Інгушетія, Казахстан, Росія та Південна Осетія. 17 червня Південна Осетія (не визнана, як і Абхазія, значною частиною світу) визнала підсумки «референдуму» у самопроголошеній ЛНР.

### Боротьба за владу між ватажками

#### 2014
14 серпня 2014 року Валерій Болотов заявив, що йде у відставку з посади голови «ЛНР», за його словами — «через поранення». Після цього «ЛНР» очолив Ігор Плотницький.
14 вересня 2014 року угруповання «донських козаків» у м. Стаханов (сучасна назва — Кадіївка) заявило про вихід з-під юрисдикції «Луганської народної республіки», а його ватажок Павло Дрьомов проголосив про створення «Стаханівської козацької народної республіки».
У грудні 2014 року Павло Дрьомов записав з поплічниками публічне відеозвернення «до світової спільноти та особисто Путіну». У зверненні він звинувачував Плотницького у крадіжках російської гуманітарної допомоги та продажу вугілля українській стороні. Він заявив, що він має докази на флешці, зажадав від Плотницького складення повноважень та погрожував, що матеріали флешки будуть опубліковані його поплічниками, «якщо з ним щось станеться».

#### 2015
1 січня 2015 року в місті Лутугине з реактивних вогнеметів було спалено кортеж Олександра Бєднова, що виконував функції міністра оборони «ЛНР» у серпні 2014 року, а згодом був названий начальником штабу 4-ї мотострілецької бригади.
7 березня 2015 року біля смт Михайлівка стався невдалий замах на Олексія Мозгового. 23 травня 2015 року на тому ж місці стався другий замах, внаслідок якого Мозгового було вбито.
У жовтні-листопаді 2015 року відбувся конфлікт Плотницького і Леоніда Пасечника, що виконував функції міністра державної безпеки, де останній звинувачував Плотницького у контрабанді вугілля через лінію розмежування українській стороні. Сторону Пасечника зайняли Олексій Карякін і Геннадій Ципкалов. 17 жовтня 2015 року «МГБ» «ЛНР» арештувала Дмитра Ляміна, що виконував функції міністра енергетики, за звинуваченням у торгівлі з українською стороною. 18 жовтня Плотницький відсторонив Леоніда Пасечника з посади.
12 грудня 2015 року Павло Дрьомов, прямуючи на святкування власного весілля на викраденому у місцевого підприємця автомобілі, був підірваний закладеною в автомобілі вибухівкою.

#### 2016
11 березня 2016 року Геннадій Ципкалов був затриманий на кордоні силовими структурами «ЛНР» при спробі виїхати до РФ.
22 липня 2016 року частина матеріалів з «флешки Дрьомова» була оприлюднена в мережі. Там містилися окремі записки, документи, копії електронної переписки Дрьомова з представниками АП РФ, ФСБ, ГРУ, народної міліції «ЛНР», місцевою владою окупованих територій. Російського куратора «ЛНР» у переписці він називає хитрим та підступним, здатним на удар в спину.
20 вересня 2016 року Плотницький заявив про «спробу перевороту в ЛНР». За його словами, під час заворушень у Луганськ «повинна була зайти українська армія», і вони спрацювали на випередження. На непідконтрольні Україні території Луганської області були введені війська зі структури 1-го армійського корпусу (ДНР), зокрема батальйон «Спарта» на чолі з Моторолою.
23 вересня був арештований Віталій Кисельов, позивний Комуніст, заступник командира народної міліції «ЛНР». Плотницький також оголосив у розшук колишнього голову «парламенту» Олексія Карякіна. Того ж дня Олександр Захарченко повідомив, що Моторола допоміг Плотницькому придушити переворот.
24 вересня Геннадій Ципкалов помер у в'язниці. Місцеві ватажки повідомили, що він скоїв самогубство, повісившись.
26 вересня з'явилися повідомлення, що Віталій Кисельов помер у в'язниці. За інформацією громадської ініціативи «Права справа», обидва функціонери ЛНР — Ципкалов і Кисельов, — померли від тортур бойовиків батальйону «Спарта».
- того ж дня бойовиками було оприлюднено відеоспростування смерті Віталія Кисельова, де в кадрі стояла особа, схожа на Кисельова, не промовивши ні слова.[65][66]
- у березні 2017 року джерела в силових структурах «ЛНР» повідомили, що Кисельов все ж був убитий тортурами 26 вересня, але убивство приховується слідством. У оприлюдненому вересневому відеоспростуванні 2016 року був знятий його рідний брат Сергій. Віталій Кисельов не з'являвся більше на публіці, більше не публікувалися його свіжі фото чи відео.[67][68]

9 грудня 2016 року Валерій Болотов, перший ватажок «ЛНР», перебуваючи в Москві, в інтерв'ю Росбалту зізнався, що бойовики «ЛНР» обстрілювали Луганськ у 2014 році. За його словами, це були члени батальйону «Заря», підпорядкованого Плотницькому, а також інші угрупування ЛНР. 26 грудня Болотов також розказав, що серед «ополчення» було чимало бойовиків, які займалися грабіжництвом та віджимом майна у мирних мешканців. За його словами, ці особи перебувають у лавах угруповань Ігоря Плотницького.

#### 2017
27 січня 2017 року Валерій Болотов помер у своїй квартирі в Москві. За озвученою бойовиками попередньою інформацією, причниою смерті став серцевий напад.
9 листопада 2017 року голову силового відомства, що має назву «МВД» «ЛНР», було виселено з чужого будинку, який він займав три роки. 20 листопада Ігоря Корнета було відсторонено з посади голови МВС ЛНР за рішенням місцевого суду ЛНР.
21 листопада на вулицях міста Луганська з'явилася військова техніка і озброєні люди без знаків розрізнення з білими пов'язками. За повідомленнями, вони взяли під контроль увесь центр міста, будівлю Міністерства внутрішніх справ, місцеву телерадіокомпанію, тощо. Ігор Корнет зробив заяву, що голова телерадіокомпанії Анастасія Шуркаєва, керівник адміністрації Плотницького Ірина Тейцман та начальник служби урядової безпеки Євгеній Селіверстов співпрацювали з українськими спецслужбами. Натомість Плотницький заявив, що підстав для їх арешту немає, а слідство ведеться щодо інших осіб. Крім того, Корнет звинуватив Селівестрова у підготовці убивства Геннадія Циплакова у 2016 році.
Пізніше того ж дня з'явилися повідомлення, що війська, які зайшли до Луганська, належать до структури 1-го армійського корпусу (ДНР), зокрема угруповання «Чечен». Їх колона прибула до міста вночі. Представники СММ ОБСЄ підтвердили переміщення значної кількості військової техніки, що рухалася поблизу Дебальцевого у напрямку Луганська. Однак, в офіційному коментарі від заступника командувача оперативного командування «ДНР» Едуарда Басуріна, причетність «ДНР» до конфлікту в Луганську було заперечено.
За інформацією ЗМІ, Плотницький 21 листопада покинув Луганськ та виїхав на територію РФ. Зорян Шкіряк повідомив, що упродовж тижня, що передував подіям мешканцям окупованих територій активно розсилалися sms-повідомлення із агітацією за об'єднання «ДНР» та «ЛНР» в одну структуру, підконтрольну Захарченку. За однією із версій події 20-21 листопада в Луганську підтримуються урядом РФ.
22 листопада підконтрольними Корнету силами були захоплені також і інші адміністративні будівлі. Заарештували усіх співробітників відомства, що виконувало функції Генеральної прокуратури в «ЛНР», серед них голова відомства — Віталій Подобрий, який є ставлеником та сподвижником Плотницького. Також було опубліковано відеозвернення від імені бойовиків «ЛНР» до Олександра Захарченка із проханням взяти під своє керівництво «ЛНР» тля створення єдиної псевдореспубліки. Того ж дня журналіст Олексій Чибісов повідомив, що з'явилися жертви серед місцевого населення — бойовики Корнета відкрили вогонь по автомобілю швидкої медичної допомоги.
23 листопада з'явилися відомості про вибухи на військових об'єктах на тимчасово окупованій території Донецької області у ніч з 22 на 23 листопада, унаслідок яких загинули люди. А також про вилучення усіх готівкових коштів із банкоматів та банків Луганська. Того ж дня російське видання Новая газета повідомила, що Плотницький покинув Луганськ, і у складі кортежу разом із Іриною Тейцман та Анастасією Шуркаєвою, звинуваченими у роботі на СБУ, виїхав до Росії. Кількома годинами згодом Плотницький був знятий на відео у аеропорту Москви.
25 листопада 2017 року новим ватажком «ЛНР» був визнаний Леонід Пасічник.

## Населення
На територіях підконтрольних «ЛНР» у 2015 році, до війни мешкало 1,57 млн осіб, або 70,2 % населення Луганської області. Найбільшими містами за населенням (без врахування н.п. міськради) на початку 2014 р. були Луганськ (424,1 тис.), Алчевськ (110,5 тис.), Красний Луч (82,2 тис.), Стаханов (77,2 тис.).
Території, контрольовані «ЛНР», характеризуються підвищеною часткою у населенні росіян, білорусів та інших національностей колишнього СРСР. За даними перепису 2001 року їх національний склад був наступним, %
|          | під контролем ЛНР | під контролем України | Луганська область |
| -------- | ----------------- | --------------------- | ----------------- |
| українці | 52,4              | 71,8                  | 58,0              |
| росіяни  | 44,1              | 26,3                  | 39,0              |
| білоруси | 0,9               | 0,6                   | 0,8               |

Внаслідок бойових дій та руйнування економіки чисельність населення території скоротилася більш ніж на чверть.
У дослідженні «Окупований Донбас: економіка, демографія, групи впливу. Стратегії для України», проведеному спільно Центром вивчення Росії та окупованих територій і виданням «Ділова столиця» верхньою оцінкою реальної кількості українського населення на окупованих територіях Донецької та Луганської областей на кінець жовтня 2017 можна вважати 3 млн 737 тисяч, а нижньою 2 млн 668 тисяч, тобто 3 млн 203 тис., або округлену цифру — 3 млн 200 тис. осіб. У той час як на 1 січня 2014 року територіях Донбасу, нині окупованих, проживало 3 млн 894 тисяч осіб.
Місцевий орган, що іменується терористами як «комітет статистики ЛНР» станом на 1 березня 2020 наводить цифру 1436604 мешканці, з яких 1348002 — міське населення і 88602 — сільське.
Росія проводить політику зросійщення на окупованих нею територіях Луганської області — у школах викладають тільки російською мовою навіть у повністю українськомовних населених пунктах. Українські підручники опинилися під забороною, а охочі вчитися українською змушені робити це потай від окупаційної влади.

## Символіка

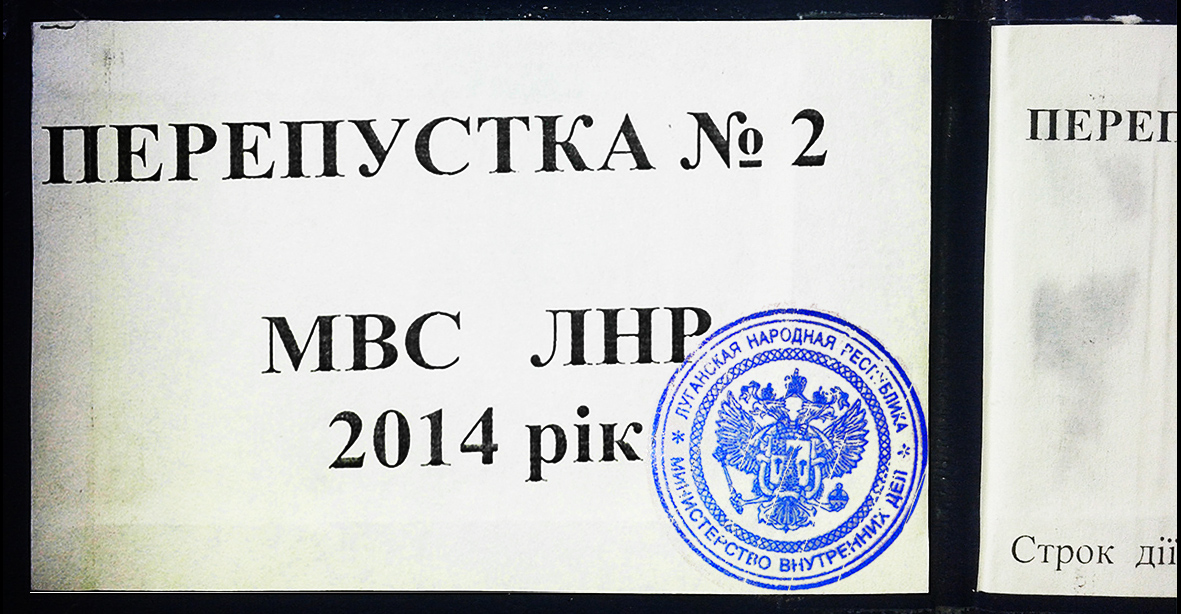
Тимчасова перепустка «МВС „ЛНР“» з «гербовою» печаткою, яку використовували влітку 2014 року

Один з варіантів прапору «ЛНР»

9 травня 2014 був представлений прапор «ЛНР»: триколор з трьох горизонтальних смуг — блакитною, синьою і червоною. У центрі прапора білий двоголовий орел, на грудях якого розміщений герб Луганська. 2 листопада в «ЛНР» запровадили видозмінений прапор: триколор із зображенням одного із варіантів герба невизнаної республіки.
30 жовтня затвердили герб «ЛНР». За своєю стилістикою він мав нагадувати герби союзних республік СРСР, проте без серпа і молота. Вінчає конструкцію восьмикутна зірка.
«Гімн „ЛНР“» — пісня на музику Георгія Галіна і на слова Володимира Михайлова. Затверджений 29 квітня 2016 року ватажком «ЛНР» Ігорем Плотницьким.

## Керівництво
18 травня 2014 року на засіданні «Верховної ради Луганської народної республіки» було обрано головою «ЛНР» Валерія Болотова, Головою «республіканських зборів ЛНР» став Олексій Карякін, а головою уряду «ЛНР» обрано Василя Нікітіна.
4 липня 2014 лідер луганських сепаратистів В. Болотов призначив російського політтехнолога М. Баширова виконувачем обов'язків голови «Ради міністрів» «ЛНР». Після від'їзду 20 серпня останнього в Росію його наступником став І. Плотницький.
4 листопада 2014 року, після псевдовиборів у «ЛНР», так званий «ЦВК республіки» оголосив, що головою «ЛНР» обраний Плотницький Ігор Венедиктович.
Міністри:
- Івакін Юрій Володимирович (колишній начальник обласного управління МВС у Житомирській області) — «міністр внутрішніх справ»[111][112][113]
- Корнет Ігор Олександрович — «міністр внутрішніх справ» з 27.08.2014[114][115]
- Пасічник Леонід Іванович — «міністр держбезпеки», колишній співробітник СБУ[116][117]
- Ірина Філатова[118]
- Винокуров Станіслав Євгенович — в. о.  «міністра по у справах сім'ї, молоді, спорту та туризму»[119]
- Сороковенко Руслан Вікторович — «міністр сільського господарства»[120][121]
- Малахова Світлана Анатоліївна — «міністр праці та соціальної політики»[122][123]

16 травня 2014 року співробітниками МВС у м. Луганську було затримано та після цього етаповано до однієї з сусідніх областей одного з командирів «Армії Південного Сходу» Олексія Рильке, який близький до «народного губернатора» Валерія Болотова.

## Вибори
Перші загальні «вибори» відбулися в неділю, 2 листопада 2014 року на території, яку контролює «ЛНР». Відбулись вибори до Народної ради «ЛНР» і вибори голови «ЛНР».

## Протистояння з українськими силами після проголошення «незалежності»

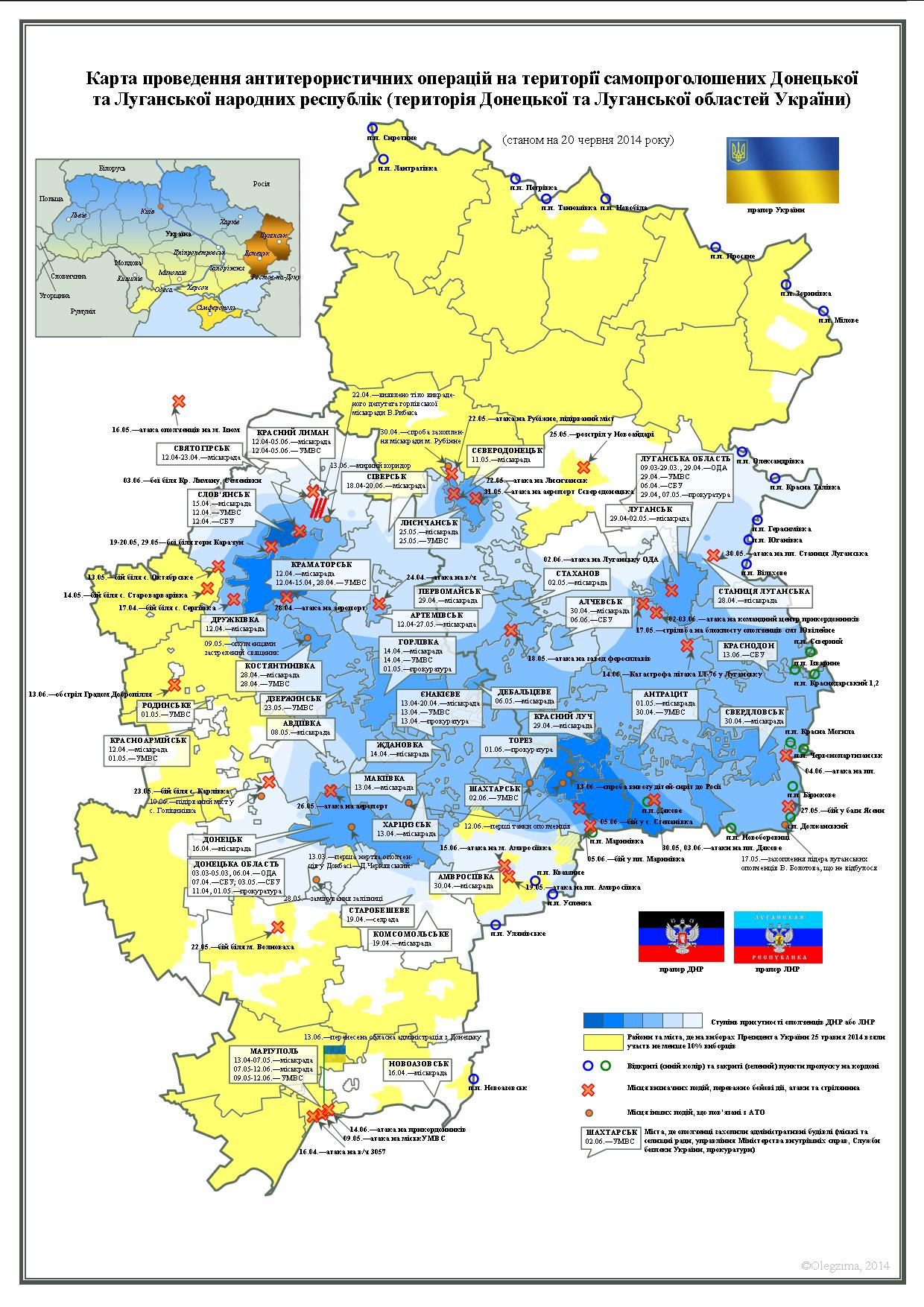
Карта проведення антитерористичної операції на території Донецької та Луганської областей (9 червня 2014 р.).

17 травня 2014 року під час перетину державного кордону в пункті пропуску «Довжанський» Валерій Болотов був затриманий українськими прикордонниками та проінформували про це українські силові відомства. Але протягом двох годин допомога з українських урядових сил не підійшла, на заставу напало близько 80 озброєних прихильників Валерія Болотова, внаслідок чого відбувся бій, під час якого бойовикам вдалося відбити свого ватажка.
18 травня 2014 року члени «ЛНР» на чолі з «міністром внутрішніх справ „ЛНР“» Юрієм Івакіним зайняли приміщення обласного управління МВС у Луганській області, а бійці внутрішніх військ залишили будівлю.
За інформацією групи «Інформаційний спротив» наприкінці вересня до штабу Луганської народної республіки завезли шеврони з емблемою «Харківської народної республіки».

## Діяльність

### Напади на виборчі комісії для виборів Президента України

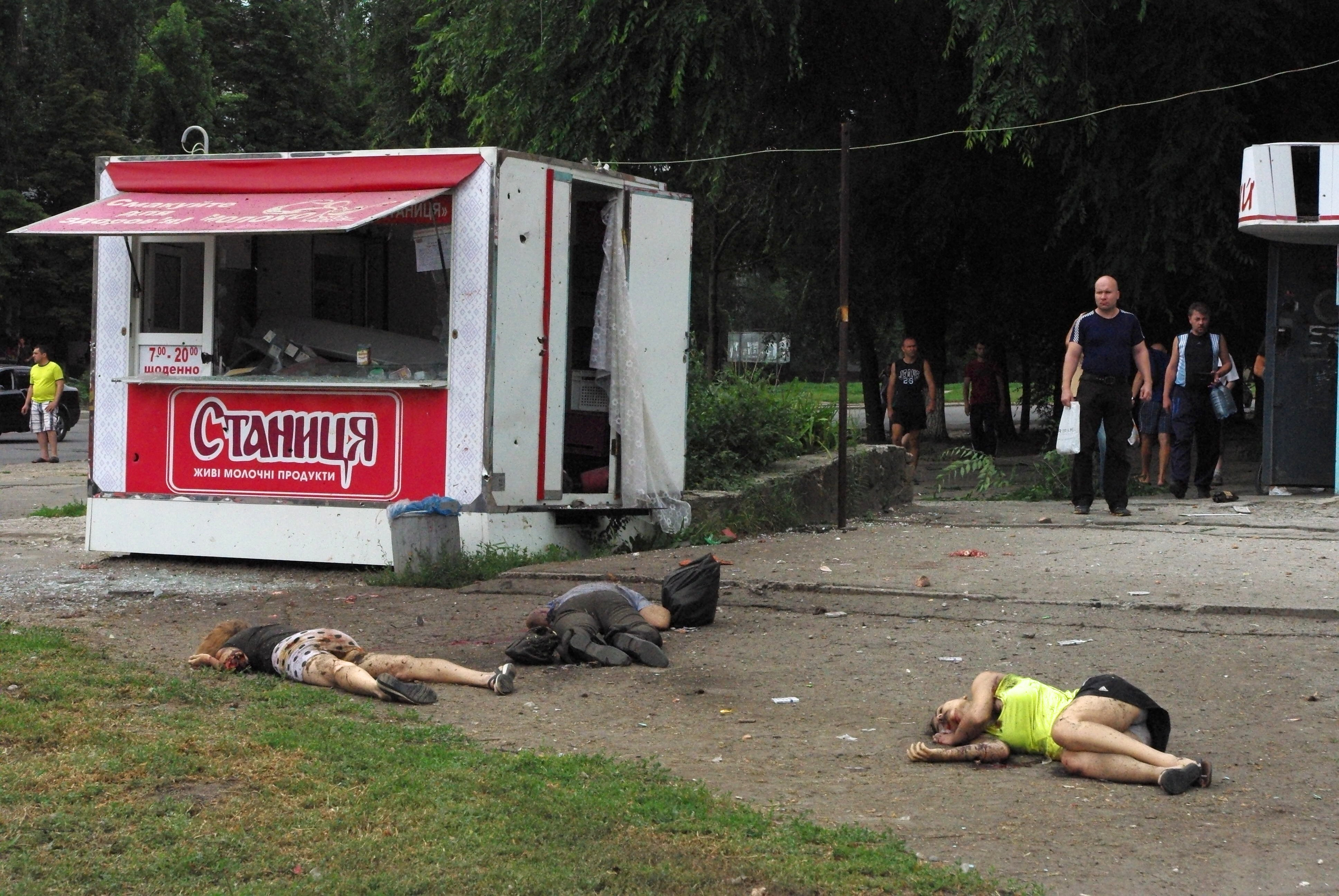
Жертви серед мирного населення в результаті мінометного обстрілу Луганська (18 червня 2014 року)

Згідно з повідомленнями українських ЗМІ протягом травня 2014 року були зафіксовані численні випадки залякування членів виборчих комісій та нападів на самі виборчі комісії. Повідомлялося про випадки нападів озброєними сепаратистами з використанням фізичної сили, які зафіксовані на ОВК № 108 у м. Краснодон 6 травня.

### Тероризм, напади, викрадення та вбивства людей
Як і «Донецька народна республіка», «ЛНР»-івські терористи практикують пограбування та викрадення людей.
Так, 3 травня 2014 року терористи викрали активістів Олексія Біду і Анну Мокроусову, які намагались висвітлити події у захопленому терористами військкоматі. Полонені були випущені наступного дня.
12 червня 2014 року в Луганську терористи викрали 19-річного активіста руху за «Єдину Україну» Олександра Мангуша., катували його, випустили 15 червня.
У квітні 2014 року сепаратисти розтрощили в Луганську банківські термінали «ПриватБанку», 18 червня напали на інкасаторів цього банку і, погрожуючи застосуванням зброї, відібрали у них більше мільйона гривень. ПриватБанк входить до групи «Приват» Ігоря Коломойського, якому прибічники «ЛНР» оголосили війну за його активну проукраїнську позицію й боротьбу із сепаратизмом.
Сепаратисти провели зачистки викладачів вишів Луганська. 23 червня 2014 року терористи увірвалися до Українсько-Канадського центру «Відродження», викрали голову Луганської «Просвіти» Володимира Семистягу, а також документи організації та заволоділи його квартирою. 1 липня зранку в ЗМІ з'явилася інформація, що 27 червня, перебуваючи в полоні терористів, В. Семистяга помер від серцевого нападу, яка, щоправда, не підтвердилась. 15 серпня його вдалось звільнити.
16 вересня 2014 року ректор ЛНУ імені Тараса Шевченка В.Курило заявив про викрадення проректора з навчальної роботи Дмитра Ужченка, українського лінгвіста, укладача фразеологічних словників та арешт заступника директора Наталі Безверхньої. На блокпосту в Олександрівську під Луганськом затримали й доставили до будівлі Луганського СБУ чотирьох викладачів Луганського університету внутрішніх справ.
Окрім проукраїнських активістів терористи стали викрадати й представників колишньої влади та очільників осередків Партії регіонів у Луганській області. Так, 9 жовтня 2014 року бойовики «ЛНР» забрали з власного будинку на вул. Будьонного депутата Верховної Ради України Віктора Тихонова, якого українські ЗМІ називають одним із «спонсорів сепаратистів в Луганській області» та «батьком донбаського федералізму». Згодом, до будівлі управління СБУ доставили колишнього голову селишної ради Ювілейного регіонала Володимира Струка, який відкрито підтримував сепаратистів.
28 жовтня 2014 року в селі Сокільники російські козаки показово розстріляли жінку похилого віку та чоловіка за їхні проукраїнські настрої.
За оцінками дослідницького центру START (Study of Terrorism and Responses to Terrorism) Мерілендськкого університету, «Луганська народна республіка» за підсумками 2014 року ввійшла до світової п'ятнадцятки терористичних організацій за кількістю атак, терактів і смертельних жертв.

### Концтабори «ЛНР» в ОРЛО
За повідомленням радника глави СБУ Маркіяна Лубківського, контррозвідники виявили 26 пунктів у Донецькій і Луганській областях, де розміщуються концтабори та місця масового поховання людей. За станом на вересень 2014 року в полоні терористів перебувало понад півтори тисячі осіб. Кількість загиблих від рук бойовиків невідома. Полонені, яким вдалось вирватись на волю, свідчать про їхнє катування, використання на примусових працях та одноразове годування.

### Адміністративні покарання
На території захопленій терористами «ЛНР», де українське законодавство проголошене нечинним, впроваджують власну систему покарань, яка залежить від примх бойовиків. За словами бранців, які звільнились із полону, терористи стверджують, що вони діють за «законами сумління». «Якщо затриманий викличе довіру у бойовиків, вони його відпустять, якщо ні, то можуть навіть розстріляти». В Антрациті Луганської області, підконтрольному донським козакам, відродили покарання пороттям канчуком.
У жовтні тим же містом у рамках боротьби з масовим алкоголізмом провели колону з кількох десятків звинувачених у систематичному пияцтві козаків, одягнутих у ліфчики та спідниці.

### Економіка та фінанси

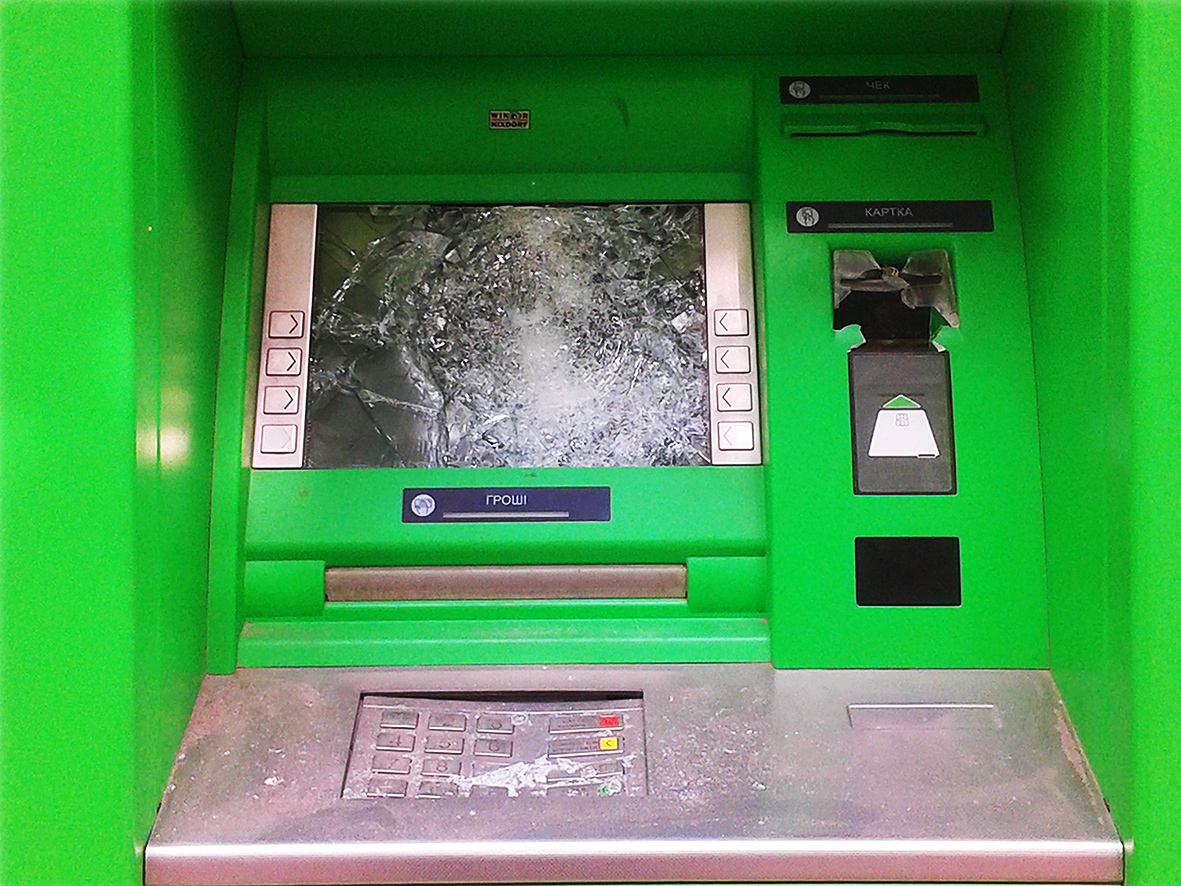
Розтрощений сепаратистами банкомат «ПриватБанку» (вул. Демьохіна, квітень 2014)

Серед основних внутрішніх джерел доходів «ЛНР» називають платний проїзд через блокпости прихильників організації, «кришування» бізнесу та рекет, експропріація майна на складах, у магазинах та у громадян, викрадення людей та вимагання викупу за них, а також проведення «націоналізації» приватних об'єктів на користь «республіки».
14 травня 2014 у Луганську з'явились листівки про заборону «Луганською народною республікою» діяльності низки американських фірм на своїй території, зокрема, «Кока-кола» та «Пепсі-кола» та «Макдональдз», а луганський ресторан швидкого харчування McDonald's, якщо той не припинить роботу, буде знищено без загрози життю клієнтів та співробітників.
Наприкінці вересня 2014 з Криму на територію Донбасу ввезли близько 3,9 млрд грн, які до того зберігались у захопленому кримському відділенні Нацбанку України. 1 жовтня 2014 року в Луганську видали однакові для всіх пенсії у розмірі 1800 грн. Проте брак коштів змусив керівництво «ЛНР» утилізувати Луганський ливарно-механічний завод та інші підприємства, щоб отримані від продажу металу гроші пустити на виплати пенсій і соцвиплат (про покупця металу в цих новинах нічого не сказано).

## «Голодні бунти»
Представники «ЛНР», які не мали керівного досвіду, виявились нездатними управляти населеними пунктами. Тривалий час сепаратисти не могли налагодити електро- та водопостачання. У містах була паралізована банківська система. Протягом 3 місяців не виплачувались зарплати, пенсії та соціальні допомоги.
У серпні 2014 року в деяких окупованих містах Донбасу почався голод. Голодні зомління траплялись у мешканців Первомайська та Алчевська. А в Свердловську Луганської області за місяць від голоду померли 16 осіб.
У вересні 2014 року почало зростати невдоволення серед прибічників «ЛНР». В Антрациті через кількамісячну заборгованість у зарплаті гірники шахти «Комсомольська» відмовилися виходити на роботу, у наслідок чого копальня припинила свою роботу.
21—22 вересня у Стаханові, Ровеньках, Антрациті та 4 жовтня у Свердловську прокотилась хвиля «голодних бунтів». Кілька тисяч невдоволених діями терористів зібрались на стихійних мітингах з вимогою налагодити нормальне життя. Однак протестувальникам заявили: «Не на часі вимагати благ всяких, бо триває війна, тому працюйте безкоштовно, а за грошима їдьте на Україну». А в Антрациті терористи закликали потерпіти до нового (2015) року.
У листопаді 2014 року в Антрациті, Брянці, Єнакієвому, Лутугино, Ровеньках, Свердловську, Торезі, Червонопартизанську прокотилась друга хвиля «голодних або жіночих бунтів», в яких взяли участь молоді матері, пенсіонери, жінки, які доглядають за дітьми чи немічними батьками. Основна причина соціальних протестів — невиплати соціальної допомоги, пенсій, зарплат, обіцяних представниками «ЛНР» і «ДНР».
16 листопада 2014 року мешканці, які зібрались на центральному майдані в Червонопартизанську, заявили місцевій владі, що в місті від голоду померло 64 особи.
17 листопада 2014 року біля Свердловського виконкому зібрались на стихійний мітинг близько 2000 осіб. Мітингарі вимагали від бойовиків залишити місто. Під час акції вони облили жовто-синьою фарбою браму комендатури, що розміщувалась у військкоматі, і закидали камінням вікна міського палацу культури, зайнятого козаками. А в центрі з'явився надпис: «Свердловськ — це Україна!» Донські козаки намагались розігнати протестувальників, але місцеві ополченці встали на захист містян.. Наступного дня біля виконкому на мітинг зібрались пенсіонери.

## Реакція української влади
Генеральна прокуратура України 15 травня 2014 року кваліфікувала так звані «ДНР» та «ЛНР» як терористичні організації.
20 липня 2014 року Президент України Петро Порошенко закликав ООН визнати так звані «„ДНР“» і «ЛНР» терористичними організаціями. З аналогічним проханням він звернувся також до Конгресу США.
22 липня 2014 року Верховна Рада України у своїй заяві «Про трагічну загибель людей внаслідок терористичного акту над територією України» звернулася до міжнародних та європейських організацій, лідерів країн світу з пропозицією визнати самопроголошені організації «ДНР» і «ЛНР» терористичними.

## Оцінки експертів
Політолог Олександр Палій після проголошення «ЛНР» наприкінці квітня заявив: «Всі знають, що Царьов працює на Москву. Нещодавно він туди їздив, і судячи з усього, отримав вказівки. Донбас Росії не потрібен — це дотаційний регіон, а після приєднання Криму уряд РФ ще один збитковий проєкт не потягне».
Політолог Руслан Ключник відзначав, що протестними настроями мешканців Сходу фактично скористалися «екстремістські і терористичні об'єднання, а також кримінальні групи, що намагалися встановити мафіозний режим у Донбасі („народні республіки“ у Донецьку і Луганську, які не були визнані навіть кремлівським режимом)». Політолог Володимир Фесенко, коментуючи відставку В. Болотова з посади голови «ЛНР», зазначив, що кадрові ротації підтвердили маріонетковість цих режимів: «Ця ротація підтверджує, що режими „ДНР“ і „ЛНР“ були маріонетковими. Писали в блоги, піарилися. А зараз настав час людей з іншими функціями — професійної організації оборони Донецька і Луганська».

## Футбол
На територіях, що контролюються терористами, проводиться не визнаний жодними міжнародними та українськими футбольними структурами футбольний турнір. Турнір відбувається під егідою Луганського футбольного союзу, який оголосив себе спадкоємцем Луганської обласної федерації футболу на території, яку контролює «ЛНР». Перший турнір розпочався 2015 року, другий — 2016 року. Проходить за системою «весна-осінь».
Оскільки турнір не визнаний ані УЄФА, ані УАФ, то переможець не отримує жодних путівок в єврокубки. Крім того, футболісти і тренери, що брали участь у цих змаганнях, за рішенням ФФЕ не матимуть права підписувати контракти з українськими клубами і отримувати трансферні листи для виїзду за кордон, судді не зможуть судити офіційні матчі, а агенти, селекціонери, менеджери та інші функціонери — виконувати свої професійні обов'язки.
Перший такий турнір на окупованих територіях Луганської області з футболу тривав від 6 червня до 17 жовтня 2015 року. Переможцем став СК «Зоря-Сталь» (Луганськ), 2016 року — «Далівець» (Луганськ). Другий чемпіонат окупованих районів тривав від 21 травня до 15 жовтня 2016 року, в ньому взяли участь 8 команд.

## Цікаві факти
- В українському сегменті мережі Інтернет за «ЛНР» закріпилась сатирична назва Луганда[180] і Лугандон.[181][182]
- У травні 2015 року «актив комуністичного руху Луганщини» на своєму сайті розмістив відкритого листа, в якому жаліється на утиски з боку керівництва «ЛНР» та називає їх фашистами[183].
- У липні 2015 року пропагандисти угрупування «ЛНР» змонтували ролик про нібито знайдений у Луганському аеропорті склад з американськими зенітно-ракетними комплексами «Стінгер», залишений українськими військовими. При цьому замість справжнього «Стінгера» використали макет з маркуваннями, взятими з моделі зброї з комп'ютерної гри Battlefield[184][185].
- Двоє перших керівників «ЛНР» Геннадій Ципкалов і Валерій Болотов померли: першого знайшли повішеним у в'язничній камері в Луганську (вересень 2016), у другого стався серцевий напад у власній квартирі в Москві (січень 2017).
- З 2018 року «Культурний центр „ЛНР“» діє у Демократичній Республіці Конґо[186].